# Lista sectoarelor reprezentative cu vegetație silvică din Republica Moldova
Ariile protejate din Republica Moldova sunt categorisite în mai multe tipuri, unul din care este monumente naturale. Acestea, la rândul lor, se împart în geologice sau paleontologice, hidrologice și botanice. Lista monumentelor de tip botanic include sectoare reprezentative cu vegetație silvică și amplasamente de arbori seculari.
Lista dată conține sectoarele reprezentative cu vegetație silvică, conform Legii nr. 1538 din 25.02.1998 privind fondul ariilor naturale protejate de stat.
| Denumire          | Raion | Amplasare                                                                                     | Proprietar                              | Suprafață | Coordonate                                      | Imagine        |
| ----------------- | ----- | --------------------------------------------------------------------------------------------- | --------------------------------------- | --------- | ----------------------------------------------- | -------------- |
| Schinoasa Mare    | AN    | ocolul silvic Anenii Noi, Schinoasa Mare, parcela 5, subparcela 3                             | Gospodăria Silvică de Stat Chișinău     | 15 ha     | 46°51′48″N 29°01′38″E / 46.863357°N 29.027102°E | vezi mai multe |
| Caracușeni        | BR    | ocolul silvic Briceni, Caracușeni, parcela 47, subparcelele 21, 23                            | Gospodăria Silvică de Stat Edineț       | 4,2 ha    | 48°16′05″N 27°01′13″E / 48.268001°N 27.020407°E |                |
| Cuhurești         | FR    | ocolul silvic Cuhurești Cuhureștii Mari, parcela 15, subparcelele 1, 13                       | Gospodăria Silvică de Stat Soroca       | 13 ha     | 47°54′58″N 28°32′47″E / 47.916038°N 28.546343°E |                |
| Bălțata           | FR    | ocolul silvic Cuhurești Bălțata, parcela 4, subparcela 1                                      | Gospodăria Silvică de Stat Soroca       | 2,8 ha    | 47°56′41″N 28°32′54″E / 47.944773°N 28.548263°E |                |
| Hîrjauca-Sipoteni | CL    | ocolul silvic Hîrjauca, Hîrjauca-Sipoteni, parcela 36, subparcelele 8, 10, 31                 | Gospodăria Silvică de Stat Călărași     | 5,4 ha    | 47°18′57″N 28°14′15″E / 47.315898°N 28.237567°E | vezi mai multe |
| Borceac           | CH    | ocolul silvic Congaz, Borceac, parcela 32, subparcela 2; parcela 31, subparcela 5             | Gospodăria Silvică de Stat Iargara      | 11,3 ha   | 46°03′17″N 28°29′19″E / 46.054803°N 28.488707°E |                |
| Cîietu            | CT    | ocolul silvic Congaz, Cîietu, parcela 25, subparcela 15                                       | Gospodăria Silvică de Stat Iargara      | 4 ha      | 46°07′36″N 28°26′32″E / 46.126536°N 28.442257°E | vezi mai multe |
| Pădure de plop    | CR    | satul Dubăsarii Vechi                                                                         | Societatea pe Acțiuni „Dubăsarii Vechi” | 0,3 ha    | 47°07′46″N 29°15′51″E / 47.129564°N 29.264105°E | vezi mai multe |
| Pogoreloe         | GR    | ocolul silvic Grigoriopol, Pogoreloe, parcela 27, subparcela 6                                | Gospodăria Silvică de Stat Bender       | 5,6 ha    | 47°08′52″N 29°12′01″E / 47.147707°N 29.200376°E | vezi mai multe |
| Rudi-Gavan        | DN    | ocolul silvic Otaci, Rudi-Gavan, parcela 27                                                   | Gospodăria Silvică de Stat Soroca       | 49 ha     | 48°19′21″N 27°57′11″E / 48.322544°N 27.953156°E | vezi mai multe |
| Călineștii Mici   | FL    | la est de satul Călinești, ocolul silvic Călinești, Călineștii Mici, parcela 46, subparcela 4 | Gospodăria Silvică de Stat Glodeni      | 7 ha      | 47°34′40″N 27°29′35″E / 47.577848°N 27.492975°E | vezi mai multe |
| Lipnic            | OC    | ocolul silvic Ocnița, Lipnic, parcela 23, subparcela 13                                       | Gospodăria Silvică de Stat Edineț       | 1,6 ha    | 48°22′14″N 27°29′44″E / 48.370616°N 27.495646°E |                |
| Haraba            | RB    | la est de satul Haraba, ocolul silvic Plopi, Haraba, parcela 6, subparcela 1                  | Gospodăria Silvică de Stat Rîbnița      | 6 ha      | 47°54′07″N 29°09′02″E / 47.901861°N 29.150687°E |                |